# Шепетін Ігор Олегович
Ігор Олегович Шепетін (народився 16 червня 1987 року в смт. Червоноармійськ (Пулини), Житомирська область) — український воєначальник, юрист, правоохоронець, полковник СБУ, учасник російсько-української війни. Позивний Джміль. Колишній командир підрозділу Збройних сил України (135 Окремий батальйон ТрО), учасник боїв за Бахмут, кандидат на посаду директора Бюро економічної безпеки України (2025).

## Біографія
Народився 16 червня 1987 року у селищі Червоноармійськ (нині Пулини) Житомирської області у родині військовослужбовця. Закінчив Броварську гімназію ім. С. І. Олійника. 

### Освіта
У 2009 році закінчив Інститут підготовки юридичних кадрів для Служби безпеки України Національної юридичної академії України імені Ярослава Мудрого за спеціальністю «Магістр правознавства». 2024 року став магістром з публічного управління та адміністрування.  
2023 року успішно завершив навчання за програмою “Лідерство, командоутворення і антикризове управління на деокупованих територіях”.

### Кар’єра в правоохоронних органах
З 2009 року проходив службу у підрозділах СБУ, де спеціалізувався на боротьбі з корупцією та організованою злочинністю в державних органах. Обіймав керівні посади у контррозвідці, а також очолював Головні управління внутрішньої безпеки ДФС та ДСНС України.
У 2017-2018 роках — начальник управління внутрішньої безпеки територіальних органів ДФС у м. Києві. З 2018 по 2021 рік — перший заступник та начальник Головного управління власної безпеки ДФС України. У 2021-2022 роках — начальник управління власної безпеки та протидії корупції ДСНС України.

### Військова служба
Влітку 2004 року склав військову присягу. 2019 року отримав звання полковника. Керівник окремих спеціальних підрозділів СБУ.  
Із 2015 року — учасник бойових дій, виконував завдання під час  відряджень у зону проведення антитерористичної операції і операції обʼєднаних сил.  
З початку повномасштабного російського вторгнення у березні 2022 року добровільно став  командиром 135-го окремого батальйону 114-ї бригади ТрО ЗСУ. Підрозділ брав участь у боях за Київ, м. Северодонецьк, м. Лисичанськ, н. п. Ямполівка, Торське, Часів Яр та інші. 
У битві за Бахмут, отримав поранення. Під його керівництвом підрозділ завдавав відчутних втрат російським військам, зокрема ПВК «Вагнер». За мужність і відданість нагороджений відзнаками Міністерства оборони України «За поранення» (2023) та іншими відомчими відзнаками. 
У листопаді 2023 року повернувся до служби в СБУ. 

### Конкурс на посаду директора Бюро економічної безпеки
У 2025 році Шепетін став єдиним ветераном серед кандидатів на посаду директора Бюро економічної безпеки України. Конкурс триває під посиленою увагою громадськості та міжнародних партнерів (ЄС, МВФ). 

### Громадська діяльність
Активно підтримує ветеранські ініціативи, спрямовані на реінтеграцію учасників війни у цивільне життя, супроводжує соціальні проєкти допомоги ветеранам та їх родинам. Активно підтримує спорт та молодь, президент боксерського клубу Світ боксу (Бровари). Засновник ГО «Ветерани Добровольці». 

## Особисте життя
Одружений, дружина — Янцевич Катерина Василівна (1986 р. н.). Має трьох дітей: Володимир (2012 р. н.), Злата (2014 р. н.) і Лев (2020 р. н.)

## Нагороди та відзнаки
- Відзнака Головнокомандувача ЗСУ "Срібний хрест".
- Відзнака МО України «За поранення» (2023)[13].
- Відзнака МО України "За Зразкову службу".
- Відзнака МО України "За сприяння Збройним силам України"
- Відзнака Сухопутних військ України "За особливу службу ІІІ ступеня".
- Відзнака Командувача обʼєднаних сил "За службу та звитягу ІІІ ступеня".
- Відзнака «Вогнепальна зброя» ГУР МО[13].
- Відзнака «Вогнепальна зброя» МО України.
- Подяка Прем’єр-міністра України.
- Медаль МО України "15 років зразкової служби".
- Відомчі відзнаки СБУ  “За доблесть”, “За зразкову службу”
- Почесна відзнака Головного управління СБУ у Києві та Київській області.